# Crateromys schadenbergi
Crateromys schadenbergi là một loài động vật có vú trong họ Chuột, bộ Gặm nhấm. Loài này được Meyer mô tả năm 1895.

## Hình ảnh

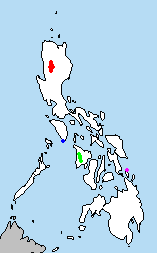